# Strangulation (Band)
Strangulation ist eine 2019 gegründete Funeral-Doom-Band.

## Geschichte
Zu Strangulation existieren nur wenig Informationen. Miguel „MS“ Souto von Excurse und Arkaik Excruciation und Gonzalo Gómez „G“ Borrazás von AkoúΦenom gründeten das Projekt 2019. Ziel sei es gewesen, „Gefilde der Massenvernichtung in Schalldrucks zu überführen.“ Das selbstbetitelte Debüt, ein Album, das ein Stück mit einer Dauer von 66:00 Minuten enthält, erschien am 1. September 2022 via Dying Sun Records. Das Album wurde selten von Rezensenten besprochen, allerdings als „ein wunderbar wahnsinniges Ganzes“ und eine „erschütternde Erfahrung“ gelobt.

## Stil
Die von Strangulation gespielte Musik ist eine Melange aus Dark Wave, Drone Doom, Death Industrial und Funeral Doom. 
Über die rudimentäre Anordnung der Bewegungen des Stücks aus einem monoton repetitiven Riffing und einer ebenso repetitiven, primitiven und langsam gehaltenen Perkussion hinausgehend besitzt die Musik keinerlei Struktur. Melodien sind nicht vorhanden. „Tiefes Growling, unheimliche Soundscapes und heftige Perkussion geben dem Ganzen eine notwendige Abwechslung“.

„demented howling, screaming from the bowels of hell and roaring that should only normally be heard during a nuclear detonation. Sounds fade in and out of existence in the background of the central noise; news reports, cellos, conversation, radios being retuned, children’s music and other elements live and die behind feedback and discordant guitars.“

„Wahnsinniges Heulen, Schreien aus den Eingeweiden der Hölle und Gebrüll, das normalerweise nur bei einer Atomexplosion zu hören ist. Geräusche werden eingespielt und verblassen im Hintergrund des zentralen Rauschens; Nachrichtenberichte, Cellos, Gespräche, Radios, die neu eingestellt werden, Kindermusik und andere Elemente leben und sterben hinter Rückkopplungen und disharmonischen Gitarren.“

## Diskografie
- 2022: Strangulation (Album, Dying Sun Records)